# Sharon (New Hampshire)
Pour les articles homonymes, voir Sharon.
Sharon est une municipalité américaine située dans le comté de Hillsborough au New Hampshire. Selon le recensement de 2010, sa population est de 352 habitants.

## Géographie
La municipalité s'étend sur 15,61 milles carrés (40,43 km2), exclusivement des terres.

## Histoire
La localité est fondée en 1738 sous le nom de Peterborough Slip ou Sliptown ; elle fait alors partie de Peterborough. Elle rejoint Temple lorsque ce village devient indépendant de Peterborough. Elle devient une municipalité en 1791 et prend le nom de Sharon, d'après la ville du Connecticut dont nombre de ses habitants étaient originaires.